# Geses
Geses – dźwięk, którego częstotliwość dla geses¹ wynosi około 349,6 Hz. Jest to obniżony za pomocą podwójnego bemola dźwięk g. Enharmonicznie dźwięki o tej samej wysokości to: eis i f.